# Ephydra breva
Ephydra breva är en tvåvingeart som beskrevs av Hu och Yang 2002. Ephydra breva ingår i släktet Ephydra och familjen vattenflugor. Inga underarter finns listade i Catalogue of Life.